# Cementerio San Eugenio
El Cementerio San Eugenio es un cementerio situado en Bologhine (antes San Eugenio), en el suburbio norte de Argel, en el país africano de Argelia. Con una superficie de 14,5 hectáreas, se encuentra a los pies de la Basílica de Nuestra Señora de África, y es mantenido por veinte empleados. Este fue el principal cementerio de Argel, en la época de la Argelia francesa.
En 2012, el presidente de la República Francesa, François Hollande lo visitó.
Allí están enterrados:
- Fernand Iveton.
- 630 soldados franceses en una sección militar de las dos guerras en las que las tumbas se agrupan por cuerpos especiales del ejército.
- La Reina Ranavalona III. Fue, sin embargo, exhumada en 1938.
- Las víctimas del tiroteo en la calle de Isly.
- El rey de Dahomey Behanzin en 1906. Sin embargo, sus restos fueron repatriados en 1928.
- Alfred Pillafort, de la compañía de la Liberación.
- Veyret padre de Alain.
- Además existe un monumento que fue erigido en memoria del escritor Louis Lecoq.